# Belky Arizala
Belky Arizala Segura (8 de marzo de 1978, Cúcuta, Norte de Santander, Colombia) es una modelo, diseñadora, empresaria y actriz colombiana. Se desempeña también como directora de la fundación "El alma no tiene color", con la que ha realizado varias acciones filantrópicas en favor de la población afrodescendiente de Colombia. Es egresada de Administración de Empresas del Instituto Politécnico Bolivariano. 

## Carrera profesional
Inició su carrera como modelo en 1996 cuando participó en el concurso de belleza Miss Cúcuta, en el cual fue coronada como virreina. Este concurso le abriría las puertas para proyectarse en el mundo de la moda, inicialmente a nivel nacional. En 1997 representó a su ciudad en el concurso Top Model Colombia en el cual nuevamente ocupó el segundo lugar. Su trayectoria en concursos de belleza incluye también su participación en Elite Model Look Colombia de 1998, International Female Model en Aruba e Intermodel México en el 2000 y Miss Turismo Universo en 2001.
Ha posado para las portadas de importantes revistas nacionales e internacionales, entre las que se cuentan Cromos, Aló, Jet Set, Carrusel de El Tiempo y SoHo. La revista En forma la eligió en 2004 como una de las modelos con mejor cuerpo del país. Ha sido la imagen de diferentes empresas y campañas como Actualoft muebles, Unidad Estética Dental y la campaña Colombia: El riesgo es que te quieras quedar.
En 2004, tras regresar de México, donde participó en varias campañas publicitarias, incursionó en su faceta como empresaria, con la creación de la agencia de modelos que lleva su nombre, en la cual prepara especialmente a mujeres afrocolombianas, pues en México entendió que ésta era una población que no había sido tenida en cuenta en la moda colombiana; así mismo creó sus empresas de pasabocas y de zapatos y accesorios.
Como preparadora de reinas se destaca el trabajo realizado para las Miss Colombia Valerie Domínguez y Eileen Roca Torralvo y la Miss Filipinas Anna Theresa Licaros rumbo a Miss Universo 2007.
En agosto de 2014 fue presentadora del Top de los Otros Famosos de Noticias Uno, en reemplazo de María Fernanda Navia.

## Labor filantrópica
En 2004 creó la fundación "El alma no tiene color" dedicada a promover la identidad cultural y combatir cualquier tipo de exclusión social a través de proyectos que buscan mejorar la calidad de vida de familias en condición de vulnerabilidad, busca también ofrecer igualdad de oportunidades entre las personas que acceden a sus capacitaciones de modelaje. Entre las acciones que ha ejecutado con su fundación se encuentran:
La realización de un desfile con varias colombianas famosas para recolectar fondos dirigidos a la Asociación Grupo de Mujeres Negras de Bogotá y la campaña Sonrisas, Estética y Paz en Navidad con la que recolectó 3.000 regalos para niños damnificados por el invierno de Ciudad Bolívar en Bogotá en 2004.
La brigada de salud visual llevada a cabo en Manzanarez en la que entregó 300 lentes a niños con problemas visuales en 2006. La producción de Miss sorda Colombia 2007 a beneficio de la Asociación Nacional de Sordos.
En 2010 organizó una serie de conferencias por todo el país acerca de la importancia del rescate de las tradiciones socioculturales afrodescendientes en el marco de la campaña "Yo amo ser afro", organizada también por la modelo.
En 2011 organizó el Concurso Nacional de Belleza y Talento Señorita Afrodescendiente, un reinado con sentido social en el que se premió no solo la belleza y talento de las concursantes sino también su compromiso con el desarrollo de sus regiones de origen.

## Filmografía
- En 2006, combinando su carrera artística con su labor social, participó en el reality show Bailando por un sueño del Canal RCN, apoyando la creación de la Fundación Cultural en favor de los niños de escasos recursos de Bolívar.
- En los tacones de Eva de Producciones JES y Coestrellas del Canal RCN (2006-2008).
- La sucursal del cielo de Colombiana de Televisión de Caracol Televisión (2008).
- Súper pá de Teleset del Canal RCN (2008).[8]
- Oye bonita de Caracol Televisión (2008-2010).
- Cortometraje A machete del Ministerio de Cultura (2009).
- Amor de Carnaval de Caracol Televisión (2012).
- ¿Dónde carajos está Umaña? de Caracol Televisión (2012-2013).
- La suegra de Caracol Televisión (2014).
- La agencia de Caracol Televisión (2019).
- Mil colmillos de HBO Max (2021).[9]
- Bake Off Celebrity, el gran pastelero: Colombia de HBO Max (2022).[10]